# راسل هیکس
راسل هیکس (انگلیسی: Russell Hicks؛ ‏ ۴ ژوئن ۱۸۹۵ – ۱ ژوئن ۱۹۵۷) بازیگر اهل ایالات متحده آمریکا بود. وی بین سال‌های ۱۹۱۵ تا ۱۹۵۶ میلادی فعالیت می‌کرد.
از فیلم‌ها یا برنامه‌های تلویزیونی که وی در آن نقش داشته است، می‌توان به شهره شهر نیویورک، ماجرای پرشور هالیوود، ستاره‌ای انتخاب کن، خیابان اسکارلت، وسترن یونیون، سامسون و دلیله، روباه‌های کوچک، سرچشمه، نمی‌توانی این را با خودت ببری، ویرجینیا سیتی، دروغ بزرگ، گروهبان یورک، کنتاکی، هفت گناهکار، دره تصمیم، در شیکاگوی قدیم، خون و شن، اتحادیه اقیانوس آرام، کاردینال ریشلیو، زن سرخ‌پوش، سربازان نیروی هوایی و شکار مرگبار اشاره کرد.